# Kanton Pont-Croix
Kanton Pont-Croix (fr. Canton de Pont-Croix) je francouzský kanton v departementu Finistère v regionu Bretaň. Skládá se z 12 obcí.

## Obce kantonu
- Audierne
- Beuzec-Cap-Sizun
- Cléden-Cap-Sizun
- Confort-Meilars
- Esquibien
- Goulien
- Île-de-Sein
- Mahalon
- Plogoff
- Plouhinec
- Pont-Croix
- Primelin